# Die Frau des Fliegers oder Man kann nicht an nichts denken
Die Frau des Fliegers oder Man kann nicht an nichts denken (zumeist kurz: Die Frau des Fliegers, französisch: La Femme de l’aviateur) ist ein Spielfilm des französischen Filmemachers Éric Rohmer aus dem Jahr 1981. Es ist der Auftakt des Filmzyklus Komödien und Sprichwörter, dem Rohmer bis 1987 fünf weitere Werke anschloss. An einem Tag in Paris rund um den Parc des Buttes-Chaumont begegnen sich mehrere junge Menschen, die miteinander in aktuellen, ehemaligen oder auch nur eingebildeten Liebesbeziehungen stehen. Das Sprichwort, das die Handlung kommentiert, lautet: „Man kann nicht an nichts denken“ (französisch: „On ne saurait penser à rien“).

## Handlung
François, ein Jurastudent, arbeitet nachts bei der Post, wo er Briefe sortiert, um sein Studium zu finanzieren. Als er eines Morgens seine Freundin Anne aufsucht, begegnet er ihrem ehemaligen Liebhaber Christian, einem Piloten. Christian möchte sich von Anne verabschieden, da seine Frau ein Kind erwartet.
François versucht vergeblich, Anne bei der Arbeit anzurufen, er trifft sie schließlich beim Mittagessen im Restaurant. Sie streiten sich, da Anne über ihre Beziehung zu Christian nicht diskutieren will. Am Nachmittag sieht François Christian wieder, zusammen mit einer blonden Frau. Er beobachtet die beiden während einer Busfahrt, wobei er einer Schülerin (Lucie) auffällt, die ihn anspricht. Zusammen folgen sie Christian und der unbekannten Frau in den Parc des Buttes-Chaumont. Als die beiden ein Haus in der Nähe des Parks betreten, warten François und Lucie noch eine Zeit lang im Café gegenüber. Lucie entwickelt die Hypothese, dass die beiden einen Termin bei einem Rechtsanwalt hätten und sich scheiden lassen wollen. Sie bittet François, ihr eine Nachricht über den Ausgang der Geschichte zukommen zu lassen und geht.
Am Abend besucht François wieder Anne, er erklärt ihr, dass er sie heiraten möchte, was sie ablehnt. Nachdem er ihr von Christian erzählt hat, zeigt sie ihm ein Bild, auf dem auch die blonde Frau zu sehen ist. Es ist aber nicht Christians Ehefrau, sondern seine Schwester. Später begegnet François noch einmal Lucie und sieht, wie sie einen seiner Kollegen von der Post umarmt. Trotzdem sendet er ihr die versprochene Nachricht.

## Hintergrund

### Stellung in Rohmers Œuvre

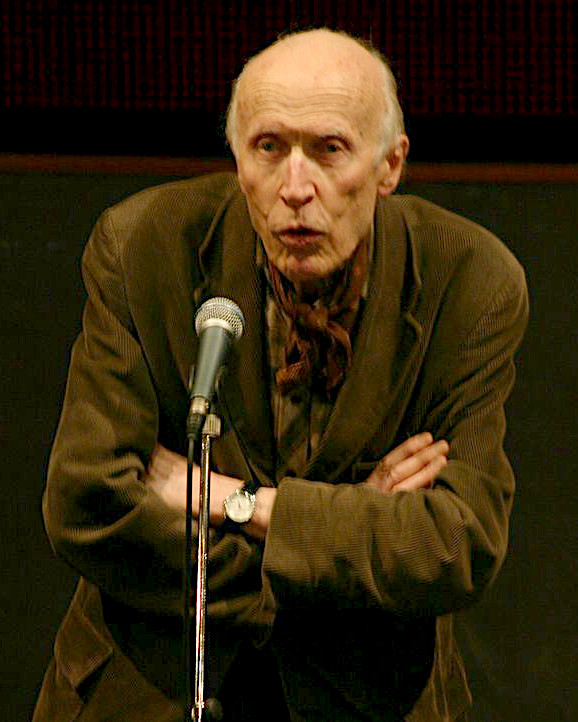
Éric Rohmer (2004)

Mit den Sechs moralischen Erzählungen hatte Éric Rohmer bereits von 1962 bis 1972 einen Filmzyklus realisiert, in dem sechs Filme unter einem gemeinsamen Thema standen. Die Frau des Fliegers bildete den Auftakt für seinen zweiten, ebenfalls sechs Filme umfassenden Zyklus Komödien und Sprichwörter, dem sich in den folgenden Jahren die Filme Die schöne Hochzeit (1982), Pauline am Strand (1983), Vollmondnächte (1984), Das grüne Leuchten (1986) und Der Freund meiner Freundin (1987) anschlossen. Ein Grund für den erneuten Zyklus war ein praktischer: Schon in den frühen 1960er Jahren hatte ihm der frühe Entwurf eines ganzen Filmzyklus ermöglicht, verlässliche Geldgeber für seine Arbeiten zu finden. Ähnliches versprach sich Rohmer nach den Schwierigkeiten, die er mit der Finanzierung seines Historienfilms Perceval le Gallois (1978) und dessen enttäuschendem Einspielergebnis hatte.
Anders als bei seinem ersten Zyklus legte Rohmer die Anzahl der Filme und ihre Themen aber noch nicht von Anfang an fest. Er erklärte bloß vage: „Die thematische Einheit, wenn es eine gibt, wird nicht schon zu Beginn vorgegeben sein, sondern beim Erscheinen der Werke entdeckt werden, vom Zuschauer, vom Autor und vielleicht sogar von den Figuren selbst.“ Bereits thematisch brachte Rohmer also ein Element der Improvisation ein, das am Ende des Zyklus auch die Machart seiner Filme bestimmen sollte. So gab es zu Beginn nicht viel mehr als die Leitidee, jeden Film mit einem Sprichwort ironisch zu kommentieren, und den Titel Comédies et proverbes, der von Alfred de Musset, Louis Carmontelle und Sophie de Ségur inspiriert war und auch an René Clairs Comédies et Commentaires erinnerte. Das Sprichwort von Die Frau des Fliegers „Man kann nicht an nichts denken“ („On ne saurait penser à rien“) verweist ebenfalls auf Musset und dessen Bühnenstück On ne saurait penser à tout.
Obwohl Rohmer betonte, dass er seinen Ursprüngen in der Nouvelle Vague treu bleiben wollte, setzte er den zweiten Zyklus thematisch und stilistisch von den Sechs moralischen Erzählungen ab: „Der große Unterschied zur vorigen ist, dass diese neue Gruppe, sowohl von den Themen als auch in der Struktur, nicht länger auf den Roman verweist, sondern eher auf das Theater. Während die Figuren des ersten [Zyklus] ihre Geschichten ebenso erzählen, wie sie sie leben, sind die des zweiten eher bedacht darauf, sich in Szene zu setzen.“ So wichen Stilmittel des ersten Zyklus wie der Voiceover-Kommentar der Figuren oder der Widerspruch einer analysierenden Sprache zum gezeigten Bild, und statt wortgewandter Intellektueller standen nun junge Menschen, besonders junge Frauen, im Mittelpunkt, die noch in der Entwicklung waren, auf der Suche nach Liebe und in Situationen versetzt, die für ihr Leben repräsentativ waren, ohne dass moralische Fragen dabei dieselbe Wichtigkeit besaßen wie im ersten Zyklus.

### Produktion
Auch in der Produktion des Films ging Rohmer neue Wege. Er tauschte nahezu sein gesamtes Filmteam aus, besetzte junge Schauspieler, bei denen ihm Aussehen und Spontaneität wichtiger waren als Filmerfahrung und arbeitete mit minimalem Budget. Es war ihm wichtig, der „freieste aller französischen Filmemacher“ zu sein, der durch die geringen Produktionskosten soweit abgesichert war, dass er alle Entscheidungen autonom treffen konnte. Vom 35-mm-Film kehrte er zurück zum kostengünstigeren 16-mm-Film seiner frühen Filme, der mit seinem groben Korn auch eher seiner Filmästhetik entsprach. Die Dreharbeiten rund um den Parc des Buttes-Chaumont fanden mit einem kleinen Team von fünf oder sechs Personen statt, die sich kaum von den anderen Parkbesuchern unterschieden. Rohmer kommentierte: „Die Originalität von Die Frau des Fliegers liegt nicht darin, heimlich zu filmen, sondern eher darin, die Straße mit all ihren Unvorhersehbarkeiten zum Theater einer Komödie zu machen und sich darin so frei zu bewegen, als wäre man im Studio.“
Die Handlung ging zurück auf einige autobiografische Texte, die Rohmer noch vor seiner Hinwendung zum Film in den 1940er Jahren geschrieben hatte. Einer mit dem Titel Le beau mariage, dessen Handlung eher an Die Frau des Fliegers angelehnt ist als an den gleichnamigen Folgefilm, und einer namens Une journée, dem einige Dialoge entstammen. Rohmer änderte Handlungsort und Handlungszeit, so dass der Film in den 1980ern als zeitgemäß wahrgenommen wurde. Er modernisierte die Figuren – so wurde etwa aus dem abwesenden Offizier in der Vorlage ein Flugkapitän – und passte sie an die Persönlichkeiten seiner jungen Schauspieler an. In der filmischen Umsetzung ließ er sich von vergangenen Filmgrößen inspirieren. An Marcel Carné erinnern sowohl die altmodische Atmosphäre des Parks als auch der begrenzte örtliche und zeitliche Rahmen der Handlung, der auch an die Kammerspielfilme eines F. W. Murnaus denken lässt. Von Marcel Pagnol übernahm Rohmer die zeitliche Kontinuität von Plansequenzen, langen Einstellungen ohne wahrnehmbare Schnitte, die er wieder und wieder einüben ließ, bis er mit dem Ergebnis zufrieden war.
Den Film beschließt das Chanson Paris m’a séduit (übersetzt: Paris hat mich verführt), dessen Text und Musik Rohmer selbst geschrieben hat. Der Regisseur, der gewöhnlich aus dem Off untermalende Filmmusik ablehnte, integrierte das Chanson mit einer Technik aus Alfred Hitchcocks Fenster zum Hof in die Handlung: In einigen Szenen singen oder pfeifen die Darsteller kleine Auszüge des Liedes, um es gewissermaßen zum Teil ihrer Welt zu machen. Erst im Abspann wird das Chanson komplett vorgetragen. Die Sängerin war Arielle Dombasle, die Rohmer für Perceval le Gallois entdeckt hatte und die auch in den späteren Filmen des Zyklus Die schöne Hochzeit und Pauline am Strand eine tragende Rolle übernahm. François’ Enttäuschung in der letzten Szene stellt Rohmer den Zauber der Stadt Paris gegenüber, einer Stadt, die die jungen Menschen im Film ebenso verführt wie ihn, den Filmemacher, und seine Zuschauer. Das Chanson drückt auch eine der grundsätzlichen Erfahrungen in Rohmers Werk aus: das Besondere, das sich im Alltäglichen zeigt, im Alltagsleben ganz gewöhnlicher Figuren, die gleichzeitig Nichts sind und doch das Erhabene verspüren:
Je ne compte pas plus qu’un pavé de la rue,

Qu’une feuille de platane volant dans l’avenue,

Qui va dégringoler sur les marches du métro,

Au lieu de s’élancer vers le soleil là-haut…
Ich bin nicht wichtiger als ein Pflasterstein auf der Straße,

Als ein Blatt der Platane, das über die Straße fliegt,

das die Stufen der Métro hinunterpurzelt,

anstatt zur Sonne dort oben aufzusteigen…

## Veröffentlichung und Einspielergebnis
Die Frau des Fliegers wurde am 4. März 1981 uraufgeführt, ein Termin, den die Filmzeitschrift Cahiers du cinéma im Rückblick in eine Liste von 100 Tagen, die das französische Kino geprägt haben, aufgenommen hat. Der Film war jedoch ein kommerzieller Misserfolg. Rohmers Biografen Antoine de Baecque und Noël Herpe sprachen von lediglich 11.000 Ticketverkäufen, Derek Schilling listete knapp 111.000 Besucher in Frankreich. In jedem Fall blieb der Film noch einmal hinter den Besucherzahlen von Perceval le Gallois zurück, der bereits ein Misserfolg an den Kinokassen gewesen war. Dies hing unter anderem damit zusammen, dass Rohmer sich in den Kopf gesetzt hatte, den Film ohne Werbung an nur eine kleine Zahl von Kinos verteilen zu lassen. Auch eine kurzfristige Änderung des Filmtitels – ursprünglich geplant war Un jour exceptionnel (übersetzt: Ein außergewöhnlicher Tag), was aber als zu nah an Ettore Scolas Una giornata particolare (Ein besonderer Tag) aus dem Jahr 1977 eingestuft wurde – erwies sich als ungünstig für das Publikumsinteresse. Schließlich musste Rohmers alter Weggefährte François Truffaut einspringen und 1 Million Francs zum Budget zuschießen, um es auszugleichen. Die deutsche Synchronfassung kam am 16. April 1982 in die Kinos.

## Rezeption
Die französische Kritik reagierte gemischt auf den Film. Vincent Ostria beschrieb in Les Inrockuptibles „eine großartige Verfolgungsjagd in Paris zwischen Täuschung und Unbeständigkeit der Gefühle.“ Es sei dies „die Art von Film, um die uns die Welt beneidet, weil ‚only the French can‘.“ Nur im französischen Film würden „sentimentale Komödien für zwei Cent“ mit solcher Eleganz komponiert. Hingegen beschwerte sich François Forestier in der Radiosendung Le Masque et la Plume über die Flut von Banalitäten, die durch ein Sandwich ausgelöst werden können. François Truffaut schrieb Rohmer: „Dein Film ist erstaunlich in seiner Bescheidenheit und seiner Echtheit.“
Roger Ebert fand in Die Frau des Fliegers wie in früheren Filmen Rohmers genau beobachteten Slice of Life und Lehren über die menschliche Natur, aber auch stillen Witz und eine Haltung gegenüber den Figuren, die er als „liebevolle Anthropologie“ bezeichnete. Janet Maslin vermisste in der New York Times die philosophischen und moralischen Themen der früheren Werke Rohmers. Stattdessen definierten sich seine Figuren nun praktisch und drückten sich in simplen Worten aus. „Die täuschende Einfachheit der derzeitigen Technik des Regisseurs beraubt den Film einer größeren Perspektive“.
Der Filmdienst urteilte: „Rohmers Film ist ein handlungsarmes, von Gesprächen und Gesichtern lebendes Vexierspiel um Gefühle und Beziehungen, dessen heiter-melancholische Stimmung sich dem Zuschauer intensiv mitteilt.“ Michael Fischer beschrieb im Spiegel: „Lauter Zufälle, an denen nichts Schreckliches ist, wie meistens im Kino, sondern nur Flüchtiges, Vergängliches, darum Kostbares. Rohmer hat diese beiläufigen Begegnungen mit Poesie und milder Ironie erzählt.“ Benjamin Henrichs zog in der Zeit das Fazit: „Ein Liebesfilm, der schönste seit langem.“

## Auszeichnungen
Die Frau des Fliegers wurde beim San Sebastian International Film Festival 1981 mit einem FIPRESCI-Preis (Preis der internationalen Filmkritik) ausgezeichnet.